# Quico Canseco

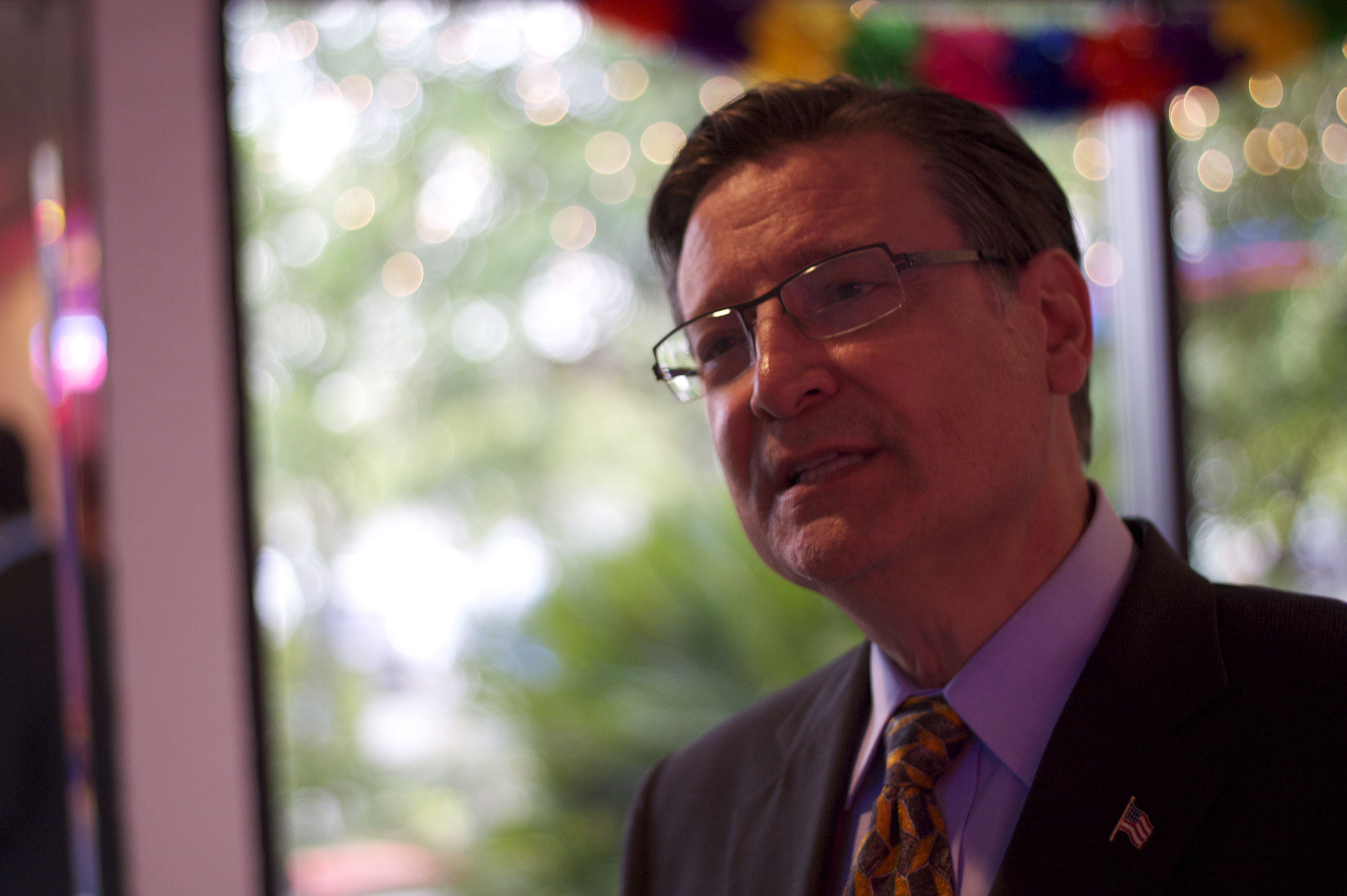
Quico Canseco (2010)

Francisco R. „Quico“ Canseco (* 30. Juli 1949 in Laredo, Texas) ist ein amerikanischer Politiker. Von 2011 bis 2013 vertrat er den Bundesstaat Texas im US-Repräsentantenhaus.

## Werdegang
Quico Canseco studierte bis 1972 an der Saint Louis University in Missouri. Nach einem anschließenden Jurastudium an derselben Universität und seiner 1975 erfolgten Zulassung als Rechtsanwalt begann er in diesem Beruf zu arbeiten. Außerdem stieg er in das Bankgewerbe ein. Gleichzeitig schlug er als Mitglied der Republikanischen Partei eine politische Laufbahn ein. In den Jahren 2004 und 2008 kandidierte er jeweils noch erfolglos für den Kongress.
Bei den Kongresswahlen des Jahres 2010 wurde Canseco dann aber mit 49,3 Prozent der Wählerstimmen im 23. Wahlbezirk von Texas in das US-Repräsentantenhaus gewählt, wo er am 3. Januar 2011 die Nachfolge des ihm zuvor unterlegenen Demokraten Ciro Rodriguez antrat. Dort war er Mitglied im Finanzausschuss sowie in einem Unterausschuss. Canseco bezeichnet sich selbst als konservativ. Er unterstützt das strikte Einwanderungsgesetz des Staates Arizona und sympathisiert mit der Tea-Party-Bewegung.
2012 unterlag er seinem demokratischen Mitbewerber Pete Gallego. Canseco weigerte sich zunächst, das Ergebnis anzuerkennen und unterstellte auch nach Anerkennung seiner Niederlage Wahlbetrug.
Canseco beabsichtigt 2018 eine erneute Kandidatur für einen Sitz im Repräsentantenhaus.
Quico Canseco ist seit 1980 verheiratet und hat mit seiner Frau drei Kinder. Er lebt privat in San Antonio.